# Médéa
Médéa o Lemdiyya (in arabo المدية‎?, al-Midiyya) è una città dell'Algeria, situata a circa 80 km a sud-ovest di Algeri, sull'altopiano vicino alla valle della Mitidja.
La sua popolazione era di 123 535 abitanti al censimento del 1998. È il capoluogo dell'omonima wilaya.

## Sport
La squadra di calcio maschile della città è l'Olympique de Médéa.